# Свято-Успенская церковь (Кенай)
Свято-Успенская церковь (англ. Holy Assumption of the Virgin Mary Church) — храм Аляскинской епархии Православной церкви в Америке, расположенный в городе Кенай на Аляске.
Построен в 1896 году и является старейшим из действующих русских православных храмов на Аляске. Он был объявлен Национальным историческим памятником в 15 апреля 1970 года, а 16 июня 1972 году был добавлен в Национальный реестр исторических мест.

## Краткие сведения
Первая епархия Русской православной церкви была создана на Аляске в 1840 году, православие стало быстро распространяться по региону, особенно среди кенайцев, так русские поселенцы назвали коренных жителей полуострова Кенай. Первая часовня была построена Русско-американской компанией в форте святого Николая рядом с деревней Кенай, первым священником стал игумен Николай Милитов прибывший в 1844 году и прослуживший вплоть до своей кончины в 1869 году.
Священник Николай Милитов курировал также строительство в 1849 году церкви в другой части Аляски. Им была создана приходская школа 1860-х годах, русский язык стал основным языком в образовании и торговле. Церковь служила культурным центром и способствовала более быстрой ассимиляции коренного населения Аляски, а также продвигала русскую культуру среди коренных жителей. В дополнение к религиозным и образовательным целям церковь служила административным и судебным центром региона.
Современная церковь была построена в 1895—1896 годах и стала вторым храмом заменив постройку 1849 года. Церковь построена из брёвен в псковском стиле в форме корабля. Колокольня была пристроена к церкви позднее, в 1900 году.
В 1906 году напротив Свято-Успенской церкви была построена часовня святого Николая рядом с могилами первого священника Николая Милитова, чтеца Макария Иванова и неизвестного монаха. Расположенный рядом с часовней и церковью дом приходского священника построенный в 1881 году считается старейшей сохранившейся постройкой на полуострове Кенай.
В 1970 году церковь, часовня и кладбище признаны Национальным историческим памятником США и вошла в список национальных исторических памятников Аляски.

## Список священников
- 1844—1867; игумен Николай Милитов
- 1867—1877; Макарий Иванов
- 1881—1886; иеромонах Никита
- 1888—1892; Николай Митропольский
- 1893; Александр Ярошевич
- 1895—1906; Иоанн Бортновский
- 1907—1952; Павел Шадура
- 1952—1972; дьякон Александр Иванов служил в церкви без постоянного священника.
- 1969—1973; Кирилл Булашевич
- 1970—1972; Михаил Осколков и Семён Осколков служили в качестве приглашенных священников.
- 1975—1991; Макарий Таргонский
- 1992—1993; Павел Меркульев служил в качестве приглашенного священника.
- 1993—1997; от. Сергий
- 1998; Михаил Трефон
- 2003; Томас Эндрю